# Xã Odessa, Quận Hettinger, Bắc Dakota
Xã Odessa (tiếng Anh: Odessa Township) là một xã thuộc quận Hettinger, tiểu bang Bắc Dakota, Hoa Kỳ. Năm 2010, dân số của xã này là 16 người.